# Mírovka
Mírovka (německy Grundbach či Mühlbach) je malá říčka v Olomouckém kraji v Česku. Je 22 km dlouhá. Povodí má rozlohu 52,9 km².

## Průběh toku
Mírovka pramení severovýchodně od Maletína v nadmořské výšce okolo 575 m. Je pravostranným přítokem Moravy a je páteřní vodotečí Mírovské vrchoviny, která je střední částí vrchoviny Zábřežské. Protéká Maletínem a za Starým Maletínem se tok stáčí podél silnice jihovýchodním směrem. Protéká rekreační osadou Svojanov a za ním se stáčí na severovýchod a dále se již proplétá jedním z četných malebných údolí Mírovské vrchoviny. Pod obcí Mírov se stáčí na východ. Obtéká jižní svah pod hradem Mírov a údolím pod vrchem Vraní kopec (469 m n. m.) plyne východním směrem k obci Křemačov, kterou na jihu míjí a již skoro rovinou kolem ATC Morava vtéká do Mohelnice. Po průtoku severní částí Mohelnice tok již v rovině Hané pozvolna meandruje ke svému ústí. U štěrkopískových jezer mezi Molelnicí a obcí Stavenice vtéká do jednoho z ramen Moravy.

### Větší přítoky
- levé – Řepovský potok